# V/H/S: Viral
V/H/S: Viral este un film de groază regizat de Aaron Moorhead[*] după un scenariu de Justin Benson[*]. A fost produs în Statele Unite ale Americii de studiourile  și a avut premiera la 2014, fiind distribuit de Magnolia Pictures[*]. 
Este o continuare a filmelor V/H/S (2012) și V/H/S/2 (2013).

## Prezentare

### Segmente
„Vicious Circles” 
 „Dante the Great” 
 „Parallel Monsters” 
 „Bonestorm”

## Distribuție
Rolurile principale au fost interpretate de actorii:

Emilia Zoryan[*]
Justin Welborn[*]
Randy McDowell[*]
Amanda Baker[*]
Blair Redford[*]
Carrie Keagan[*]
Gregg Bishop[*]
Marián Álvarez[*]
Justin Benson[*]
Aaron Moorhead[*]  .

## Vezi și
- Listă de filme de înregistrare recuperată
- Listă de filme antologie de groază ‎